# London (Ontario)
A kanadai London Ontario tartomány délnyugati részén fekszik, a Quebec–Windsor-folyosó mentén. A város lakossága 336 151 fő, a 2011-es népszámlálás alapján. A várost az angliai London után nevezték el. London Middlesex megye székhelye a hajózásra nem alkalmas Thames folyó partján.
A város megközelítőleg félúton helyezkedik el az ontariói Toronto és a michigani Detroit között. A város közigazgatásilag és politikai szempontból elkülönül az őt körülvevő Middlesex megyétől és eddig több környező települést magába olvasztott növekedése során.
Londonban először európaiak telepedtek le 1801 és 1804 között, majd 1826-ban hivatalosan is lakott településsé vált. Később London a legnagyobb délnyugat-ontariói várossá vált, beolvasztva magába több környező lakott települést. A város fejlődésének legfőbb alappillérei az oktatás, a turizmus, az ipar és az egészségügyi ellátás.
London ad otthont a Fanshawe Főiskolának és a Nyugat-Ontariói Egyetemnek, melyek egyfajta nemzetközi központjaiként működnek a felsőoktatásnak, a tudományos kutatásoknak és a művészeti tevékenységeknek. A város számtalan művésznek és zenésznek ad otthont. London fesztiváljai főleg az idegenforgalomra épülnek, de a gazdasági élet központját az oktatás, a biztosítások, az orvostudományi kutatások és az információtechnikai technológiák biztosítják. London egyetemeit és kórházait a tíz legnagyobb munkáltató közt tartják számon a városban.
London a 401-es és a 402-es főutak kereszteződésénél fekszik, így forgalmas közúti csomópont is egyben, Detroithoz, Torontóhoz és Sarniához közel, de autópályáktól, viszont távol. Londonban nemzetközi repülőtér, valamint vasúti- és buszpályaudvar is található.

## Története
London jelenlegi helyén már a 18. században indián falvak álltak. Az egyik az anishinaabe közösség az Askunessippi (Antler folyó, a mai Thames folyó) partján terült el, körülbelül 1690-ben. Régészeti kutatások bizonyítják, hogy a vidék őslakosai már mintegy 10 000 éve lakják e vidéket.
London jelenlegi helyének kiválasztása Sir John Graves Simcoe kormányzó nevéhez fűződik, aki ezt a helyet a jövőbeli Felső-Kanada fővárosaként képzelte el még 1793-ban. Simcoe III. György brit király iránti tiszteletadás jeléül Georginának nevezte el a települést, és a folyót is átnevezte. Azonban a kiterjedt keményfa erdők között elterülő főváros ötletét elvetette Guy Carleton (Dorchester kormányzója). 1814-ben, az 1812-es háború alatt a település a mai délnyugat-londoni Reservoir Hillnél, korábbi nevén Hungerford Hillnél helyezkedett el.
London települése az angol főváros, London után kapta nevét, és 1826-ig biztosan nem alapították meg, mint ahogyan azt Simcoe elképzelte. Ez a hely inkább, mint közigazgatási központja volt a vidéknek, Yorktól nyugatra, ami a mai Toronto. Helyileg London a részét képezte Talbot településnek, amelyet Thomas Talbot ezredes után neveztek el, aki a terület fő gyarmatosítója volt és a területek felmérésén túllátva megépíttette az első kormányzati épületeket a nyugat-ontariói félsziget régiójában. Délnyugat-Ontarióval együtt a falu hasznot húzott Talbot gondoskodásából, nemcsak az építkezések és az utak karbantartása által, hanem a föld termővé tételéből származó kiváltságok elsőbbségének megszerzésével is. Abban az időben a korona és az egyház előjegyezte magának Ontario többi részét.
1832-ben a településen kitört a kolerajárvány. London az 1837-es felső-kanadai zendülés idején erős Tory támogatást élvezett, ennek ellenére, hogy a lázadást Dr Charles Duncombe vezette. Következésképpen a brit kormányzat 1838-ban felmérte az Ontario-félsziget-i helyzet súlyát, ezért népességét katonákkal és saját embereivel bővítette és az üzleti támogatásokat is leállították. Londont csak 1840-ben jegyezték be, mint várost.
1845. április 13-án tűz pusztította el London jelentős részét, amely annak a következménye volt, hogy a város épületeit leginkább fából építették. Az első áldozatok egyike pont a város egyetlen tűzoltóállomása volt. Ez a tűz közel 30 acre területen pusztított, felperzselve 150 épületet. Ez volt a tartomány első millió dolláros tűzkára, amelyben London egy ötöde vált a lángok martalékává.
1855. január elsején London lakosságának száma elérte a tízezer (vagy több) főt. Mivel London kiterjedt erdőségek közt fekszik, gyakran ragasztják rá az „Erdőváros” gúnynevet. 1860-ban egy kénes forrást fedeztek fel a Thames folyó partján kőolaj után kutató munkások. A források hamarosan nagy népszerűségre tettek szert a gazdagabb ontarióiak között, míg a 20. század fordulóján ide nem telepedett egy textilgyár, ami átvette a gyógyfürdő helyét.

## Kialakulása

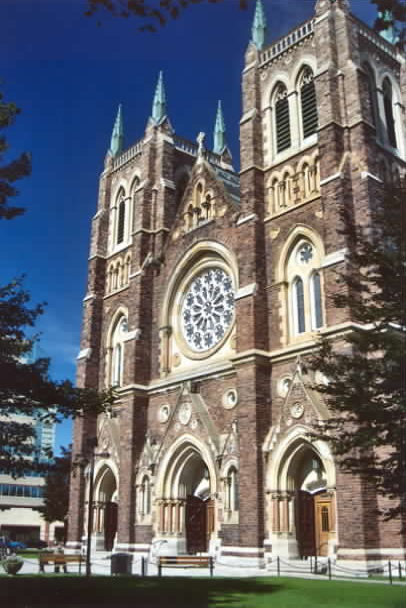
Szent Péter székesegyház

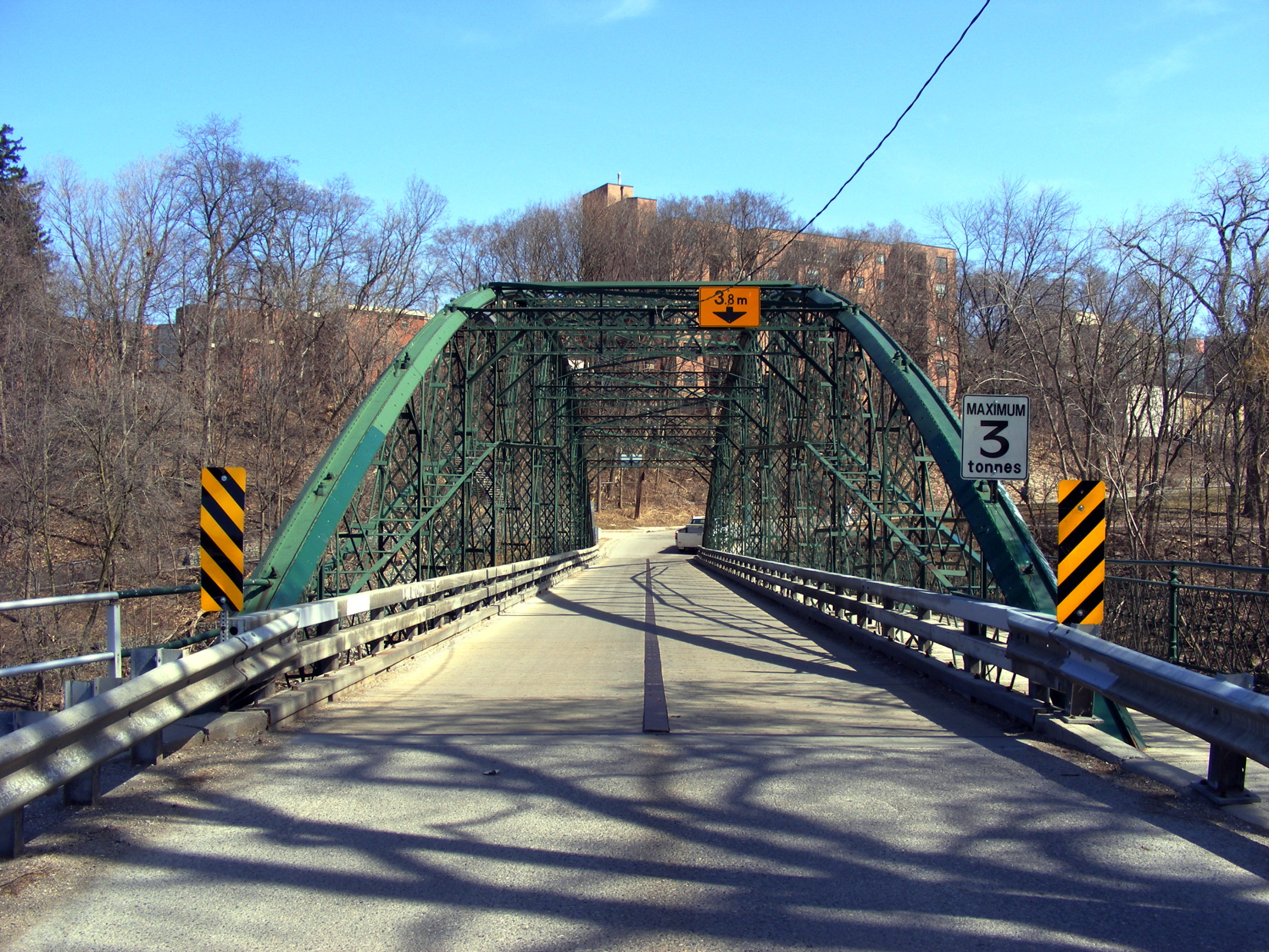
Blackfriars Bridge

Sir John Carling, a Tory párt képviselője 1901-ben három alkalommal beszélt London fejlődéséről. Ezek a következők voltak: London elhelyezkedése, bírósága és közigazgatása 1826-ban, a katonai csapatok érkezése 1838-ban, valamint a vasút megérkezése a városba 1853-ban.
1875-ben elkészült London első vashídja a Blackfriers utcai híd. Ez váltotta fel a korábbi – árvizek által ugyancsak veszélyeztetett – fahidat, amely London egyetlen szárazföldi összeköttetése volt észak felé. A Blackfriar-híd azóta is megmaradt a járműforgalom számára. A folyó felett átívelő Blackfriar-híd lecsökkentette a Carling sörgyár és a történelmi Tecumseh park közti távolságot, és amely összeköttetést biztosít London nyugati külvárosával Petersville-lel, amelyet a Grosvenor Lodge-i Squire Petersről neveztek el. A közösség Kenningston déli elővárosaihoz csatlakozott 1874-ben és formálisan Petersville megkapta a városi rangot. Habár nevét 1880-ban megváltoztatták a sokkal jobban csengő London Westre, mégis megtartotta különálló városi rangját, mígnem adófizetői 1897-ben úgy döntöttek, hogy egyesüljenek Londonnal, aminek legfőbb oka egy hatalmas áradás okozta pusztítás volt. A legkomolyabb árvíz 1880 júliusában volt, amely súlyos emberáldozatot követelt és rengeteg tulajdont megrongált. A terület legkiemelkedőbb vonzereje a 19. századi kereskedők és munkások házai, valamint a korabeli Georgian-házak határozzák meg a városrész hangulatát.
London keleti külvárosa London East, amely régen is és ma is a város ipari-gazdasági központjának számít, melyet szintén 1874-ben alapítottak. 1881-ben városi rangot kapott és egészen 1885-ig őrizte meg önálló közigazgatását, ám ekkor lakói a különféle fiskális problémák és a vízimalmok költséges fenntartása miatt a Londonba való beolvadás mellett döntöttek.
London déli külvárosa Wortley Village, ismertebb nevén: London South. Hivatalosan sohasem volt önálló településként nyilvántartva, ennek ellenére 1890-ben csatlakozott London külvárosaihoz.
Mindezek ellensúlyozására kiváló példa Broughdale település, amely London északi részén terül el és hivatalosan csak 1961-ben került be a város kerületei közé, egészen idáig megőrizve önállóságát. Maga a Nyugat-Ontariói Egyetem is itt található.
London legborzalmasabb hajózási katasztrófája 1881. május 24-én következett be, amikor felborult az SS Victoria nevű hajó és megközelítőleg 200 utas a vízben lelte halálát. Két évvel később 1883. július 12-én a két legpusztítóbb árvíz egyike 17 ember halálát okozta Londonban. A második legnagyobb árvíz 1927. április 26-án volt, mikor is több, mint 1000 épületet sodort el az ár és az okozott kár több, mint 50 millió dollárra rúgott és különösen West Londont sújtotta. 1953-ban a Felső-Thames folyó megőrzésére létrehozott hivatal megnyitotta a Fanshawe-gátat, amely a folyó északi részein levonuló árvizeket hivatott kordában tartani. Ennek a beruházásnak a költségeit szövetségi, tartományi és helyhatósági pénzekből állták. 1984-ben a dél-londoni White Oaks területén pusztított tornádó, amely több utcát rombolt le.
London, mint katonai bázis egészen a világháborúk idejéig megmaradt, emellett Nyugat-Ontario terület közigazgatási központjaként szolgált. 1905-től 1975-ig szolgált az Első Huszárezred szálláshelyéül a London Armoury területe. 1996-ban egy magánbefektető megvásárolta a területet és egy új hotelt építtetett, miközben a régi épületek karéját meghagyva az építészeti műemlékeket is megőrizte. A Delta London Armouries Hotel második emeletén egy galéria található, mely London 1900-as évekbeli hangulatának állít emléket.
Az 1950-es években két tartalékos zászlóalj egybeolvasztásával hozták létre a London és Oxford lövész alegységet, a Kanadai Királyi Ezred 3. Zászlóaljaként. Ez az egység a mai napig a Kanadai Királyi Ezred 4 Zászlóaljaként teljesít szolgálatot. A Kanadai Királyi Ezred ezredi főhadiszállása ma is a Londonban található Wolseley laktanya az Oxford Streeten.

## Földrajza
A területet a legutolsó jégkorszak visszavonuló gleccserei formálták olyanná, mint ahogyan ma kinéz. A lassanként elolvadó gleccserek sok helyen mocsárvidéket hoztak létre, ám a jégtakaró által lerakott hordalék biztosítja, hogy a farmvidék az egész Ontario-vidék egyik tápanyagokban leggazdagabb területe legyen.
A város keleti fele általában véve sík fekvésű, leszámítva öt kisebb tavat délen és a nyugati és északi vidékeket megkülönböztető, a környező síkságból lágyan kiemelkedő hegyhátakat.
Főleg a Thames-folyó uralja London földrajzát. A folyó északi és déli ágai a város központjában fonódnak egymásba, amelyet a „Forks of the Thames”-ként emlegetnek. A Thames északi ága keresztülfolyik a mesterséges Fanshawe-tavon, mely Északkelet-Londonban található. A Fanshawe-tavat a Fanshawe-gát építésével hozták létre, hogy elkerüljék az 1883-as és az 1937-es árvizekhez hasonló természeti katasztrófákat.

## Demográfia
A 2006-os népszámlálás adatai alapján a város lakossága 352 395 fő, melynek 48,2%-a férfi, 51,8%-a nő. Az öt évesnél fiatalabb gyermekek aránya 5,2% a teljes lakosságon belül. Kanada többi részéhez hasonlóan a nyugdíjas korúak aránya az össznépességben 13,7%. Az átlagéletkor 38,2 év, amely némileg kedvezőbb, mint az országos átlag, ami 39,5 év.
2001 és 2006 közt London népessége 4,7%-kal nőtt és ezzel egyidejűleg elérte a 6,6%-os arányt Ontario tartomány népességén belül. Átlagosan 837,9 fő jut egy négyzetkilométerre a városban.
A 2001-es népszámlálás adatai alapján a vallási megoszlás a következő a városban: keresztény 74,1%, (ebből 40,7% protestáns, 29,1% római katolikus és egyéb keresztény 4,3%), iszlám 3,4%, buddhista 0,7%, zsidó 0,5%, hindu 0,4%. A vallást nem gyakorlók aránya 20,1% az összlakosságon belül.
A 2006-os népszámlálások adatai szerint a lakosság 84,8%-a fehér bőrű, 2,2%-a latin-amerikai, 2,2%-a arab származású, 2,2%-a afroamerikai, 1,8%-a kínai, 1,8%-a dél-ázsiai, 1,4%-a őslakos indián, 1,1%-a délkelet-ázsiai, 0,6%-a nyugat-ázsiai és további 1,9%-a egyéb származású.
| Népességi adatok London városában |       |       |       |       |       |       |       |       |       |        |        |        |        |        |        |        |        |        |        |             |
| Év                                | 1871  | 1881  | 1891  | 1901  | 1911  | 1921  | 1931  | 1941  | 1951  | 1961   | 1966   | 1971   | 1976   | 1981   | 1986   | 1991   | 1996   | 2001   | 2006   | 2011        |
| Népesség(fő)                      | 18000 | 26266 | 31977 | 37976 | 46509 | 50959 | 71148 | 78134 | 95343 | 169569 | 194416 | 223222 | 240392 | 254280 | 269140 | 311620 | 325699 | 336539 | 352395 | 366151      |
| Változás (%)                      | -     | +45,9 | +21,7 | +18,8 | +22,5 | +9,6  | +39,6 | +9,8  | +22   | +77,9  | +14,7  | +14,8  | +7,7   | +5,8   | +5,8   | +15,8  | +4,5   | +3,3   | +4,7   | lábjegyzet= |

## Gazdasága
London gazdasága az orvostudományi kutatásokra, a vasúti gép- és szerelvénygyártásra, a biztosítóiparra és az információ technológiára alapszik. A London Life Insurance Company-London Életbiztosítási Vállalatot itt alapították és az Electro-Motive Diesels (a General Motors korábbi leányvállalata) ma legtöbb mozdonyát Londonban gyártja. A General Dynamics Land Systems szintén a városban gyártja páncélozott szállító harcjárműveit. London a központja az élettel és biotechnológiával kapcsolatos kutatásoknak, melyek jó részét a Western Ontario Egyetem támogatja. Az egyetem London gazdaságára évente mintegy 1,5 milliárd dollárt költ. A 3M kanadai divíziójának főhadiszállása is Londonban található, valamint a Labatt és Carling sörgyárak is itt találhatóak. A 223 millió dolláros üzlettel rendelkező Kellogg's cég 106 000 m2-es gyártóüzeme a Kellogg's cég technológiailag egyik legfejlettebb üzemegysége. A város lakosságának egy része a város határain kívül talál munkát, beleértve a Ford és a General Motors üzemeit és a Toyota gyárat Woodstockban. 1999-ben a Western Fair Association játékautomatákat helyezett el a játéktermekben, azóta 750 játékautomata üzemel egész évben. A McCormick Canada, a korábbi Club House Foods, melyet 1883-ban alapítottak, manapság több, mint 500 londoninak ad munkát.
A London központjában található városi bevásárlóközpont, a City Plaza 2000-ben elszenvedte az Eaton's cég és a Hudson Bay bevásárlóközpont felszámolását, így hatalmas üzlethelyiségek maradtak kihasználatlanul, de a városi könyvtár ideköltöztetésével sikerült némileg betölteni a keletkezett űrt. Más kisebb boltok is elhagyni kényszerültek a bevásárlóközpontot, hogy közelebb kerüljenek a potenciális vásárlóerőt jelentő egyetemhez és főiskolához.
Nemrég beharangozták egy 11 millió dolláros új légi-fuvarozási terminál építését a Londoni Nemzetközi Repülőtéren. Két főútvonal fejlesztéséről is szó van a közeljövőben. Nemrég az Air Ontario légitársaság is Londonba helyezte át székhelyét.

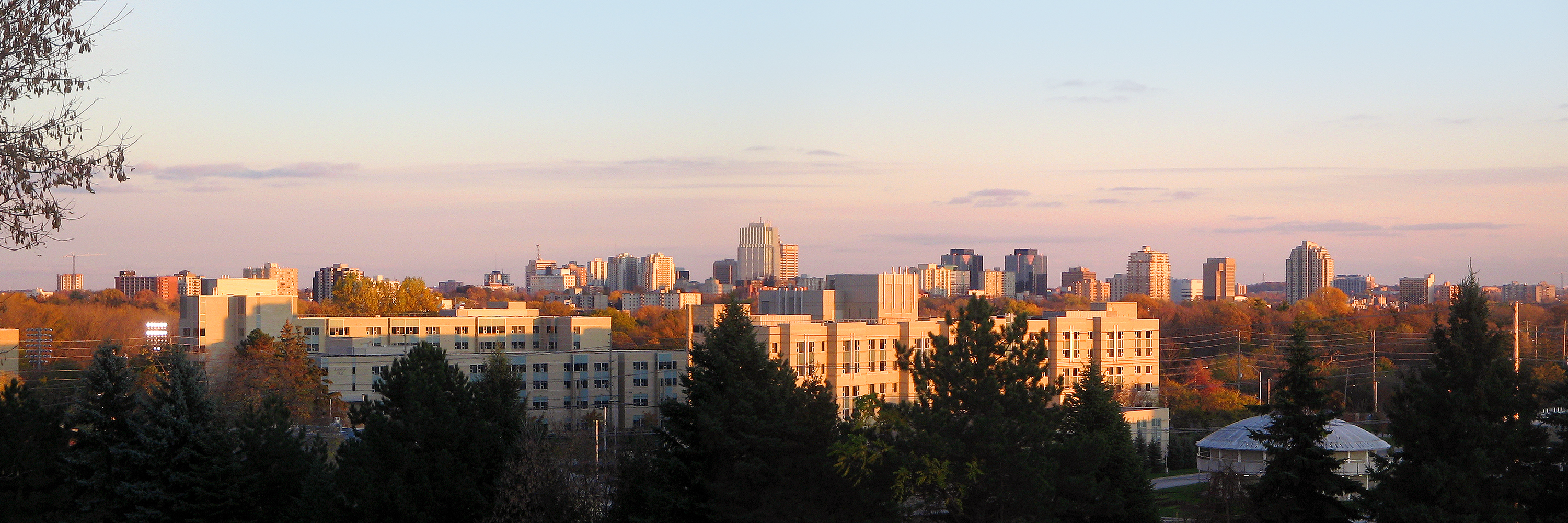
London panorámája a Brescia University College-ből fotózva

## Külvárosok beolvadása a jelenig
London számos környező települést beolvasztott az idők során, mint például 1961-ben, amikor is részévé vált Byron és Masonville, amikor is a város több, mint 60 000 lakossal és addigi területének közel duplájával gyarapodott. Ezután az összeolvadás felgyorsult, mivel a város egyre inkább elkezdett terjeszkedni oldalirányban, ezért Westmount, Oakridge, Whitehills, Pond Mills, White Oaks és Stoneybrook is mind egy-egy külvárosává vált.
1992-ben London beolvasztotta közel az egész Westminster elővárost, ami egy nagy és többnyire falusias jellegű település volt, közvetlenül a várostól délre, beleértve a rendőrfalut, Lambethet is.
Ezzel a masszív összeolvadással London ismét majdnem megduplázta területét és újabb pár ezer lakossal gyarapodott. London ma egészen Elgin megyéig húzódik. Az 1992-es összeolvadás Ontario eddigi legnagyobb egyesülése volt. A kereskedelmi forgalom és a lakosság számának gyors emelkedése jelenleg a délnyugati és az északnyugati részén fejti ki hatását. Ennek a fejlődésnek és gyors városi terjeszkedésnek a hátulütőit a különösen ritkára kipusztított Carolinian zóna erdejei és farmjai szenvedték meg. London ma a tizenegyedik legnagyobb városi terület Kanadában, a tizedik legnagyobb népességgel és a hatodik legnagyobb város Ontario-ban.

## Éghajlat

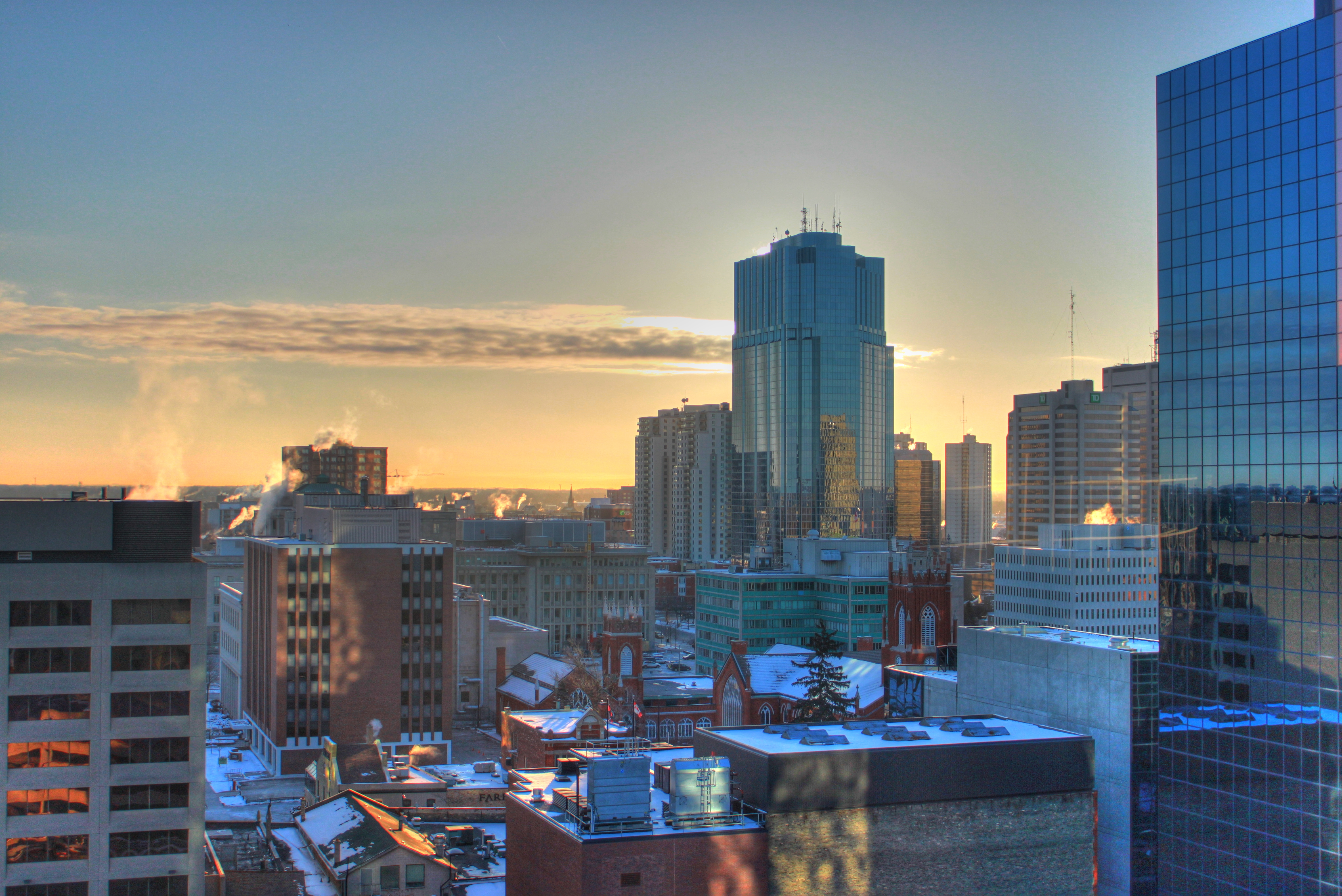
London belvárosa téli reggelen

Londonban a nedves kontinentális éghajlat a jellemző, habár – köszönhetően viszonylagosan szélcsendes klímájának (lévén a Huron-tóhoz közel fekszik) – nyaranta igen nagy a forróság. A kontinensen való elhelyezkedése és a Nagy-tavakhoz való közelsége miatt Londonban elég nagy az évi közepes hőingás és az évszakok eltérése. A nyarak általában forróak és nedvesek. Júliusban a középhőmérséklet általában 20,5 °C és évi mintegy nyolc napon át meghaladhatja a 30 °C-ot.
A város évente több vihart is elszenved, mint Kanada egyéb nagyvárosai, ami a Huron-tó és az Erie-tó közelsége miatt fellépő légnyomás-kiegyenlítésnek köszönhető. A tavasz és az ősz nem túl hosszúak errefelé és a telek általában hidegek szoktak lenni, de gyakran tapasztalhatóak nagyobb enyhülések is. Az éves átlagos csapadékmennyiség a 990 millimétert is eléri.
A téli hóviharok alkalmával összesen mintegy 200 centiméternyi hó zúdul a városra évente, amit szintén a Nagy-Tavak közelsége okoz. Ilyenkor északnyugati irányból hideg, jeges szélrohamok csapnak le a vidékre. London egyes részein 2010. december 5. és december 9. közt rekordmennyiségű hó esett, melynek vastagsága néhol meghaladta a 200 centimétert. Az iskolák és az üzletek zárva tartottak három napon át, és a buszközlekedés is leállt a havazás másnapján.
| Hónap                                | Jan.  | Feb. | Már. | Ápr. | Máj. | Jún. | Júl. | Aug. | Szep. | Okt. | Nov. | Dec. | Év   |
| ------------------------------------ | ----- | ---- | ---- | ---- | ---- | ---- | ---- | ---- | ----- | ---- | ---- | ---- | ---- |
| Átlagos max. hőmérséklet (°C)        | −2,4  | −1,4 | 4,2  | 11,6 | 19,0 | 23,8 | 26,3 | 25,2 | 20,9  | 14,0 | 6,9  | 0,6  | 12,5 |
| Átlagos min. hőmérséklet (°C)        | −10,1 | −9,7 | −4,7 | 1,0  | 7,0  | 12,1 | 14,6 | 13,7 | 9,6   | 4,0  | −0,7 | −6,5 | 2,6  |
| Átl. csapadékmennyiség (mm)          | 74    | 60   | 78   | 82   | 83   | 87   | 82   | 85   | 98    | 78   | 91   | 89   | 987  |
| Havi napsütéses órák száma           | 66    | 92   | 120  | 162  | 221  | 243  | 262  | 222  | 163   | 128  | 70   | 52   | 1800 |
| Forrás: http://climate.weather.gc.ca |       |      |      |      |      |      |      |      |       |      |      |      |      |

## Parkjai
Londonnak számtalan parkja van. A Victoria Park a belvárosban található és ez ad helyet a közösségi eseményeknek és több, mint 1 millió látogatója van évente. Egyéb fontosabb parkjai még a Harris Park, a Gibbons park, a Fanshawe Conservation Area, a Springbank Park, Westminster-tavak

## Tervek
London városa tervbe vette egy gyors-busz hálózat kiépítését, egy gyorsvasút kiépítését és egy nagy teherbírású szállítási útvonal megépítését, hogy megoldják hosszabb távú szállítási problémáikat. A várost körülölelő körgyűrű és az útszélesítési programok szükségessé váltak a megnövekedett forgalom miatt. Egy autóút/autópálya kiépítése sem ártana a város keleti és nyugati részei között, amely a 401-es főúttól a 402-esig érne, amely a város északi részén futó főutakhoz kapcsolódna.
A 401-es főút és a Wonderland út közt egy gyorsforgalmi út kiépítését tervezik, hogy hatékonyabbá tegyék a közúti közlekedést a város délnyugati végénél. Valószínűleg ez csak akkor fog majd megvalósulni, amikor az ontarió-i Közlekedési Minisztérium elfogadja a 401-es főútvonal négyről hatsávosra való bővítését a 4-es főút és a 402-es közt, valamint megépítik az úgy nevezett „lóhere” elágazást a Talbot ezredes út mellett. Construction will begin in 2013. Az építkezések várhatóan 2013-ban kezdődnek majd.
A város vezetése a Veteran Memorial Parkway átépítését is tervezi. Amennyiben ez megvalósul a Veteran Memorial Parkway ugyan nem válik hossza miatt akkor sem egy autópályává, de legalább mint gyorsforgalmi út szerepelne.
Egy gyorsvasút állomás kiépítése is a tervek közt szerepel, amely a jövőbeli Quebec várost és Windsort összekötő közlekedési folyosóra csatlakozna rá. Ez a vasútvonal a Kanadai Nemzeti Vasúttársaság vasútvonalával párhuzamosan futna.

## Kultúra

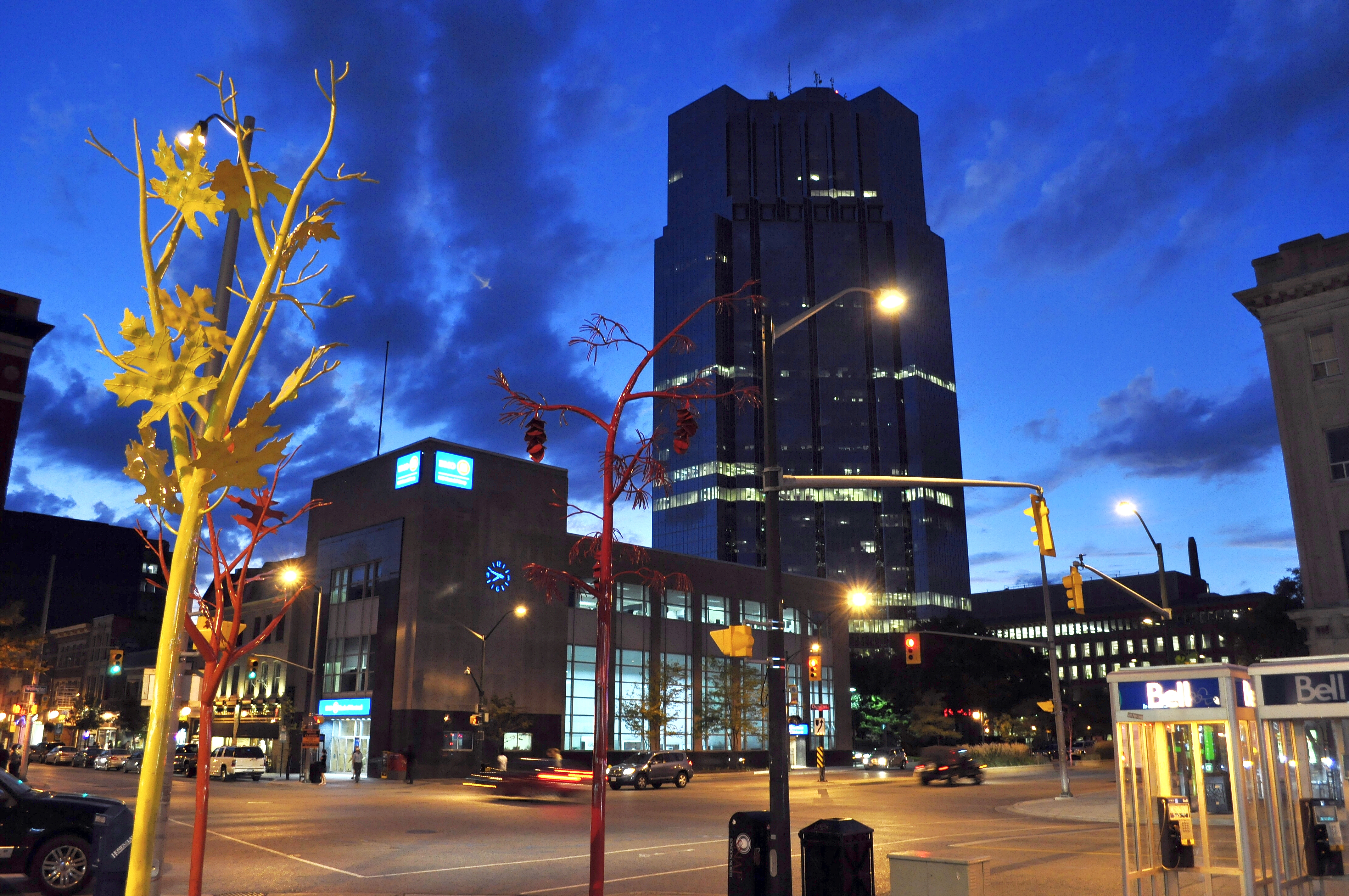

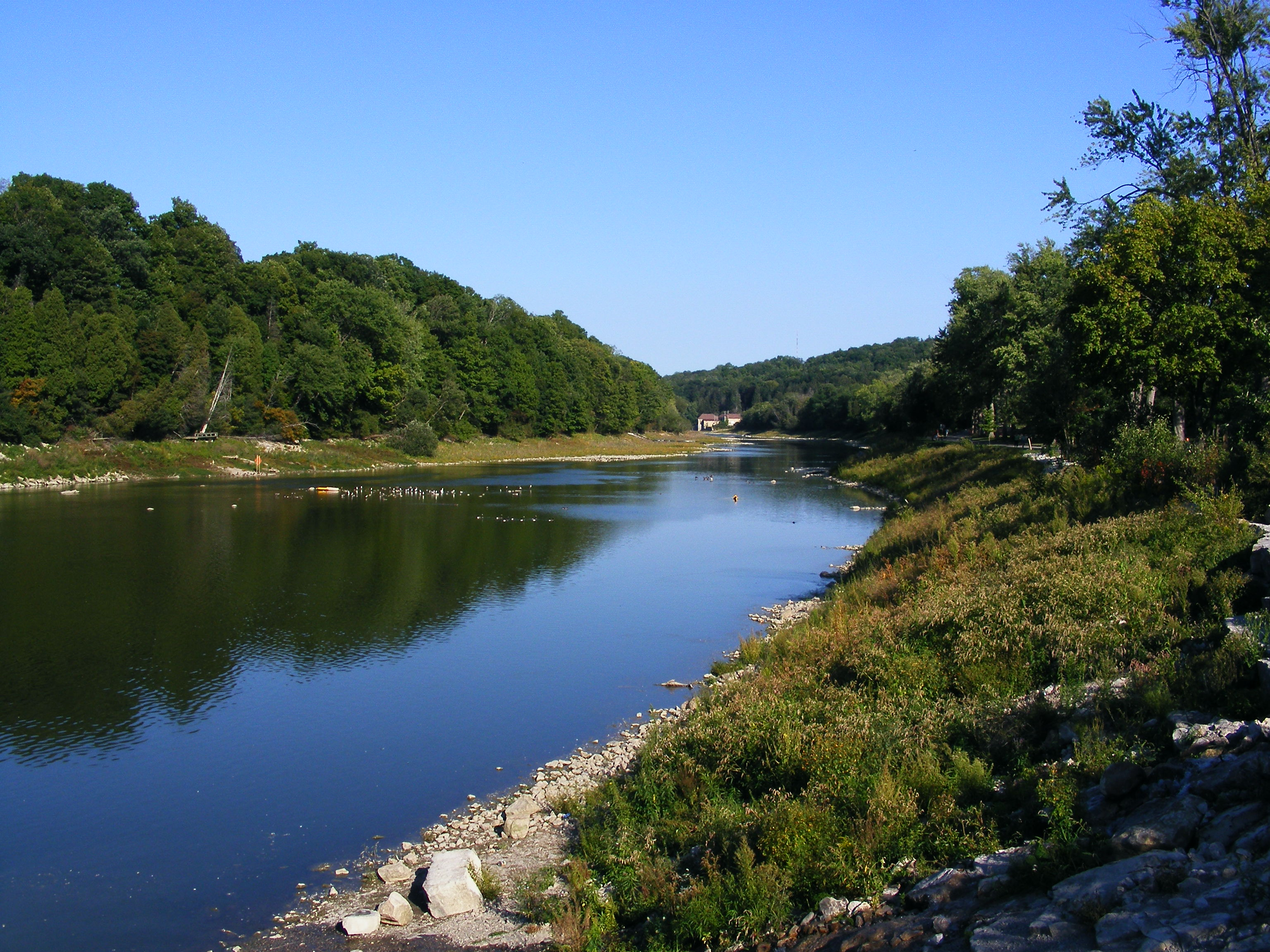
A Thames folyó és a Springbank park

London számos fesztiválnak ad otthont, mint például a Sunfest, a Home Country Folk Festival, a London Fringe Színházi fesztivál, az Expressions in Chalk Painting festival, a Rock the Park, a Western Fair, a London Ontario Live Arts Festival, az International Food Festival és a London Rib-Fest, ami Észak-Amerikában a második legnagyobb barbecue party-t jelenti. Sunfest és a World Music fesztivál a második legnagyobbnak számít Kanadában a torontói Caribana után és benne van a top100-as nyári programkínálatban Észak-Amerikában. A Pride London fesztivál az egyike a legnagyobb Pride fesztiváloknak Ontarióban.
Zeneileg London ad otthont a London Orchestrának, a London Youth Symphony-nak, és a noise music úttörőinek, a Nihilist Spasm Band-nek, valamint az Amabile Choirs of London-nak.
Különféle múzeumok találhatóak Londonban, mint például a London Múzeum, amely a Forks of the Thames-en található. A London Múzeumban helyi, térségi és országos hírű művészek műveit állítják ki. Szintén Londonban található a Museum of Ontario Archaeology (Ontario Régészeti Múzeum), melyet a University of Western Ontario működtet. A múzeum legfőbb látványossága a Kanada egyetlen folyamatban lévő ásatási területéről származó, és részben helyreállított, prehisztorikus falu, Neutral Nation* (Lawson site). *A neutrálok, vagy más néven attawandaronok egy észak-amerikai iroquian népcsoport voltak, akik az Ontario-tó és az Erie-tó partvidékén éltek.
London további múzeumai még a London Regional Children's Museum (Londoni Regionális Gyermekmúzeum), a Royal Canadian Regiment Museum (Kanadai Királyi Ezred Múzeum) és a Secrets of Radar Museum (A Radar Titkai Múzeum). A Guy Lombardo Museum 2007-ben bezárta kapuit, de gyűjteménye továbbra is Londonban található.
Szintén London ad otthont a McIntosh Galériának (McIntosh Gallery), amely a University of Western Ontario campuszán található művészeti galéria, valamint a Grand Theatre-nek (Grand Színház), amely egy professzionális színház. Az Open House Arts Collective magába foglalja és promotálja a kulturális tevékenységeket Londonban. A Forest City Gallery egyike Kanada első kortárs művészeket támogató központjainak. A londoni Városi könyvtárban szintén tartanak kiállításokat, valamint ezen kívül még író-olvasó találkozókat is szerveznek.
Az Eldon-ház, a korábbi rezidenciája a prominens Harris családnak, és egyike a legöregebb épületeknek a városban. A család a birtok teljes területét 1959-ben a városnak adományozta és az azóta is védett kulturális értékként szerepel. Az állagmegóvásért végzett együttműködés kiérdemelte Ontario tartomány történelmi érdemrendjét is.
A Banting House National Historic Site (Banting-ház Nemzeti Történeti Emlékhely) volt az a hely, ahol Sir Frederick Banting-nak eszébe jutott az az ötlet, amely végül elvezetett az Inzulin feltalálásához. Banting 1920 júliusától, 1921 májusáig itt Londonban élt és praktizált, tíz hónapon keresztül. Szintén Londonban található a Flame of Hope (Remény Lángja), amely a tervek szerint addig hivatott lobogni, amíg a Cukorbetegség ellenszerét fel nem fedezik.

## Híres londoniak
- Joan Barfoot, forgatókönyvírónő és újságírónő
- Thomas Bernauer, politológus
- Justin Bieber, pop- és R'n'B-előadó
- Robert Budreau, producer, rendező
- Al Christie, rendező, filmproducer
- Gustav Ciamaga, zeneszerző
- Jack Chambers, festő és filmkészítő
- Mike Craig, jéghokijátékos
- Hume Cronyn, színész
- Alexander K. Dewdney, informatikus, író
- David Gilmour, forgatókönyvíró és filmkritikus
- Ryan Gosling, színész
- Paul Haggis, forgatókönyvíró, producer és filmrendező
- Elaine Keillor, zongorista és zenetudós
- Eric Lindros, jéghokijátékos
- Gene Lockhart, színész
- Guy Lombardo, hegedűművész
- Luke Macfarlane, színész
- Rachel McAdams, színésznő
- Rob McConnell, Jazz-zenész
- Amber Marshall, színésznő
- Scott Moir, jégtáncos
- Charlie Stephens, jéghokijátékos
- Joe Thornton, jéghokijátékos
- Scott Thornton, jéghokijátékos
- Jolene Van Vugt, motocrossversenyző
- Tessa Virtue, jégtáncos
- Jack L. Warner, filmproducer, a Warner Bros cég egyik alapítója.

## Kormányzás és törvényhozás
Habár Londont sok minden köti az őt körülvevő Middlesex megyéhez, mégis ma el van különülve tőle, és a kettőnek jogalkotási átfedése nincsen egymássa. Kivételt ez alól csak a Middlesex megyei Megyeháza és a korábbi börtön épülete képvisel, melyet törvényileg és közigazgatásilag is a tartomány tart fenn.
Az ontariói tartományi törvényhozásban London pártonként mindössze két jelöltet delegál, akik most Chris Bentley (Ontario Liberális Párt), és Deb Matthews (Ontario Liberális Párt), a nyugat-londoni választókerületből, az észak-londoni választókerületből: a Progresszív Konzervatív Párt képviselője: Jeff Yurek és az ontariói Új Demokrata Párt képviselőnője: Teresa Armstrong.
A kanadai törvényhozásban, a szövetségi kormány keretein belül Londont a konzervatív Ed Holder, Joe Preston és Susan Truppe, valamint az NDP-s Irene Mathyssen képviseli.

### Városi kezdeményezések
Speciális londoni kezdeményezések a régi Kelet-Londonban segítenek megalkotni egy megújult légkört a kelet-londoni üzleti kerületben. A különleges kezdeményezés tartalmazza a Régi Kelet Örökségvédelmi Kerület megalakítását az "Ontario Öröksége Terv" speciális építészeti szabályozás V. cikkelye alapján.
London városa többféle építészeti stílusjegyet hordoz magán, beleértve az Anna királynő stílust, az art-deco-t és a brutális építészetet.

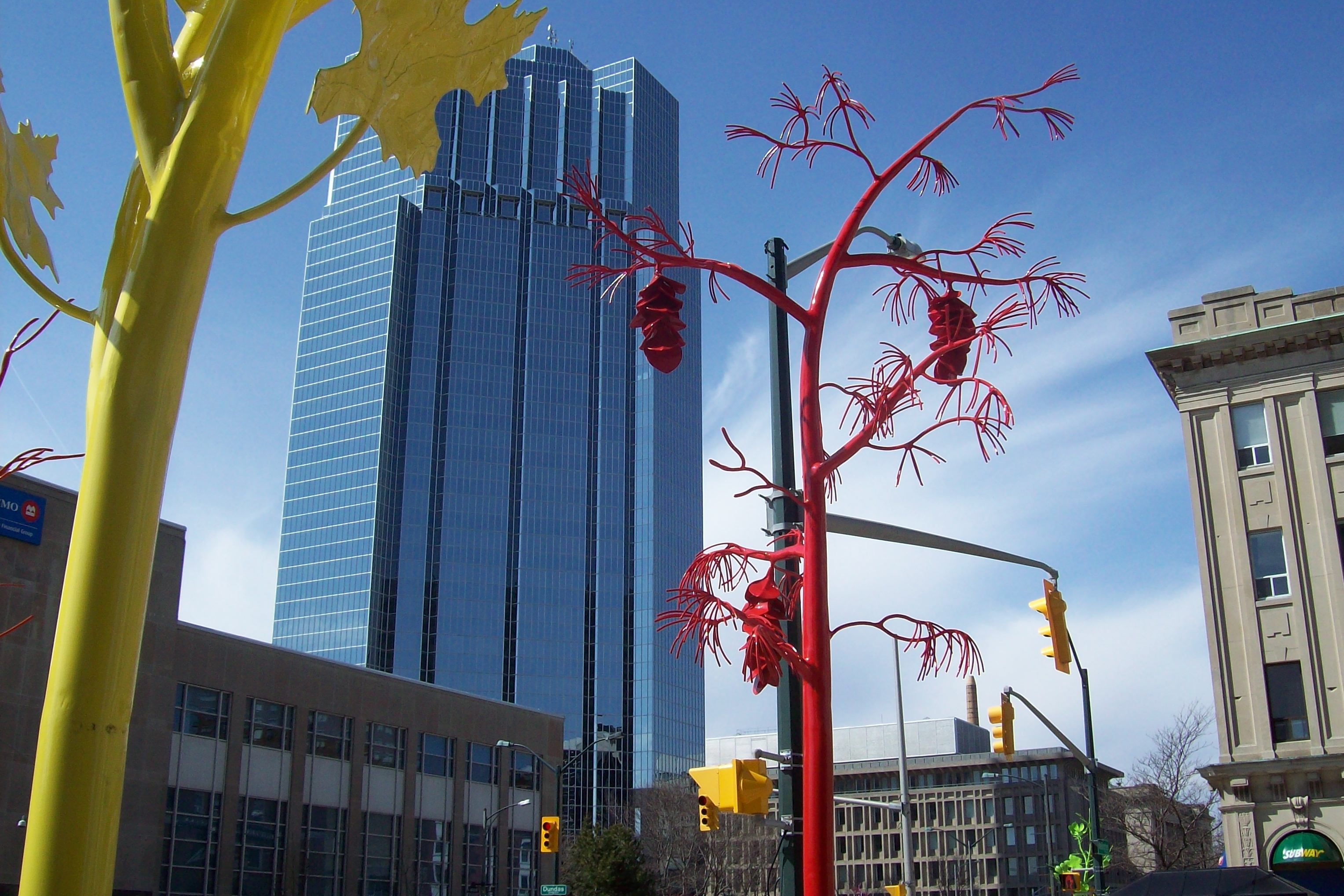
metálfák

A londoniak a fák őrangyalaivá váltak az idők során, mellyel gyakorlatilag ellehetetlenítik azoknak bárminemű okból való eltávolítását. A Városi Tanács és a turisztikai ipar kidolgozott egy tervet a fák városszerte történő újratelepítésére. Ennek nyomán a belvárosban fémből készült színpompás "fákat" emeltek, amely némelyekből ellenérzéseket váltott ki.

## London irányítószámai
A város különböző kerületei saját postai irányítószámmal rendelkeznek. Ez az irányítószám valójában nem is teljes egészében csak számokból álló postai körzetazonosító, hanem betűket is tartalmazó, -mondjuk úgy- postai irányítókód. A város különböző részeinek azonosítására nagyjából 100 különböző irányítókódot használnak. A példa kedvéért London egyik városrészének postai azonosítókódja: N5V 0A1..
Ennél pontosabban csak konkrét címmel együtt adható meg egy adott hely azonosítása, mint például: L3C6E6 Welland, ON4-108 Whiteoak Crescent, Welland, ON L3C 6E5, Canada.

## Közúti közlekedés
A 401-es főútvonal a Wellington út irányából a 402-es főútvonal felé biztosít átutazási lehetőséget. London a Toronto és Detroit közt futó 401-es főút és a Sarnia város felé tartó 402-es főútvonal csomópontjánál fekszik. A 403-as főút meggyorsítja a Woodstock-ba, Brantford-ba, Hamilton-ba és a Niagara-félszigethez való eljutást. Több alsóbbrendű, kétsávos főútvonal is keresztezi egymást Londonnál. Ezek a 2-es számú, a 3-as számú, a 4-es számú, a 7-es számú és a 22-es számú Kings főútvonalak. Ezen főútvonalak történelmi elnevezése a 80'-as 90'-es évekből ered, mikor is a legtöbb kisebb létszámú település ezek megépítésével jutott könnyebb közúti közlekedési lehetőségekhez. Ezek az alsóbbrendű főútvonalak kötik össze Londont az őt körülvevő kisebb településeket.
Londonban viszont igazán nagy hiány mutatkozik a városon belüli gyorsforgalmi utakból, akár a városon belüli úthálózatról, akár a várost körülvevő forgalom elterelő hatású körgyűrűről beszélünk, melyek még nincsenek kiépítve. Szerencsére a városon keresztülfutó két fontosabb vasútvonal, valamint a helyi tömegközlekedés segít némileg enyhíteni a csúcsidőszak zsúfoltságát. Ennek köszönhetően a városon belüli utazási idők elég széles skálán mozognak.
A város legforgalmasabb útvonalai a Guy Lombardo-híd és a Wonderland út közt húzódik, ahol több, mint 45 000 jármű halad át egy átlagos napon.
A város közlekedési gondjaiért a helytelen XIX. századi várostervezés okolható a leginkább.
A londoni tömegközlekedés 38 útvonalat tartalmazó buszhálózatból áll, ám nem tud lépést tartani a csúcsidőszakokban felmerülő utazási igényekkel. A városon belüli tömegközlekedésre a busszal való utazás az egyetlen lehetőség, mert nincs villamospálya, vagy metróhálózat kiépítve.
Londonban több taxitársaság és limuzin szolgáltatás is működik.
Manapság a város vezetése kerékpárutak kiépítésével kíván segíteni a város közlekedési artériáinak leterheltségén.

## Vasúti szállítmányozás
A London belvárosában található Via Rail állomás Kanada negyedik legforgalmasabb állomása. London a Kanadai Nemzeti Vasútvonal mentén helyezkedik el, Toronto és Chicago között, valamint a Canadian Pacific Railway Detroit és Toronto közti vonala ia keresztülvág a városon. A Via Rail regionális utastájékoztatási irodát működtet a városban a londoni állomáson. A vasútvonal a Quebec city-Windsor folyosón található és ezáltal vasúti kapcsolatban áll az Egyesült Államokkal.
A Via Rail londoni terminálja a negyedik legnagyobb utasforgalmat lebonyolító állomás Kanadában. Londonban ezen kívül egy helyközi buszpályaudvar is található. London a hetedik legforgalmasabb Greyhound pályaudvara és közvetlen kapcsolatot teremt a dél-ontariói városokkal és az Államokbeli nagyobb városokkal, mint például Detroit és Chicago.
Magát a helyi közlekedést egy külön vállalat működteti és hat útvonal található a városban, melyek a fontosabb úti célokat kötik össze.
A Londoni Nemzetközi Repülőtér a 12. legnagyobb utasforgalmat lebonyolító repülőtér Kanadán belül. A repülőtéren elérhetőek az Air Canada Jazz, a United Airlines és a WestJet légitársaságok járatai, melyeknek segítségével hazai és nemzetközi úti célok érhetőek el, mint például Toronto, Chicago, Las Vegas, Orlando, Ottawa, Winnipeg, Calgary és Cancún.

## Oktatás
London állami alap- és középfokú iskoláit négy iskolatanszék irányítja: a Thames Valley District School Board, a London District Catholic School Board, és a francia anyanyelvű Conseil scolarie de district du Centre-Sud-Quest és a le Conseil scolaire de district des écoles catholiques du Sud-Ouest. Ezenfelül még további tizenkét magániskola működik a városban.
A város otthont ad két felsőfokú intézménynek, a University of Western Ontario-nak és a Fanshawe College-nek, amely egy főiskola, ami a művészeteket és a műszaki tudományokat részesíti előnyben. Az University of Western Ontario egyetemet 1878-ban alapították és ma 3500 fős teljes munkaidőben foglalkoztatott tanári kara és közel 30000 diplomás és diploma előtt álló hallgatója van. Ezzel a tizedik helyre került a Maclean's magazin Kanadai egyetemeket felvonultató 2008-as rangsorában.

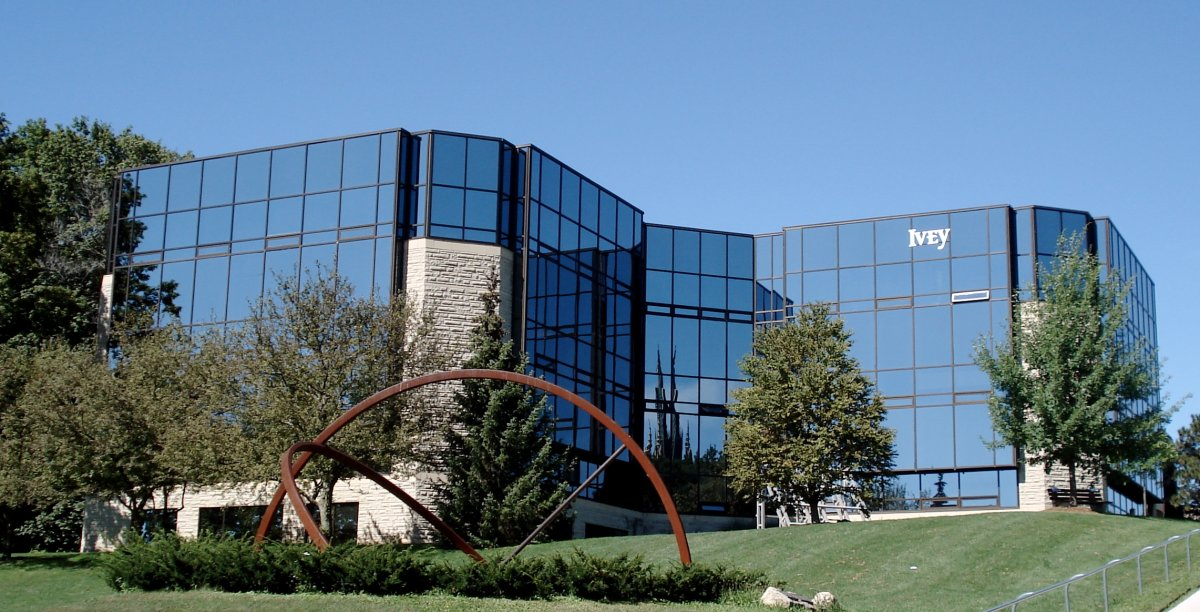
Richard Ivey School of Business

A Richard Ivey School of Business, szintén az egyetem része, és 2009-ben a Financial Times által végzett felmérés alapján majdnem a legjobb üzleti iskolának számít Kanada szerte. Az egyetemnek három különálló főiskolája van. A Brescia University College, a melyet 1919-ben alapítottak, amely Kanada egyetlen egyetem-szintű női főiskolája. A Huron University College, melyet 1863-ban alapítottak és egyben a University of Western Ontario alapító kollégiuma. A King's University College-et 1954-ben alapították. Mindhárom liberális művészeti főiskola saját vallási hovatartozással bír: a Huron a kanadai aglikán egyházhoz tartozik, a King's és a Brescia a római katolikus felekezethez. Ugyancsak London ad helyet a Lester B. Pearson művészeti iskolának egyikének.
A Fanshawe Főiskolán megközelítőleg 15000 hallgató tanul, beleértve 3500 gyakornokot, és több, mint 500 cserediákot, akik több, mint 30 országból érkeztek. A főiskola további 40000 diákkal büszkélkedhet, akik részidős továbbképzési tanfolyamokon vesznek részt. A Fanshawe diákjainak elhelyezkedési mutatói már évek óta a tartományi átlag felett találhatóak, és évről évre egyre jobbak a százalékos adatok, jól reprezentálva a főiskola kiemelkedő oktatási színvonalát.
Az Ontario Institute of Audio Recording Technology szintén Londonban van. Az intézetet 1983-ban alapították és leendő hangmérnök, hallgatói számára saját hangstúdiót biztosít.

## Testvérvárosok
Londonnak jelenleg egyetlen testvérvárosi kapcsolata van, amely:
- Nanking, Kína[64]